# Oberea pedemontana
Oberea pedemontana — вид жесткокрылых из семейства усачей.

## Распространение
Распространён в юго-восточной части Европы.

## Описание
Жук длиной от 11 до 15 мм. Время лёта в июне.

## Развитие
Жизненный цикл вида длится два года. Кормовым растением является крушина ломкая (Rhamnus frangula).

## Подвиды
- Oberea pedemontana koniensis Breuning, 1960
- Oberea pedemontana pedemontana Chevrolat, 1856